# Štěpán Uroš III. Dečanský
Štěpán Uroš III. (srbsky Стефан Урош III, Stefan Uroš III., později zvaný Дечански, Dečanski či Dečanský (* mezi roky 1275 až 1280 – 11. listopadu 1331), syn srbského krále Stefana Uroše II. Milutina (vládl v letech 1282 až 1321) a bulharské princezny Anny, byl v letech 1321 až 1331 srbským králem z dynastie Nemanjićů.

## Před nástupem

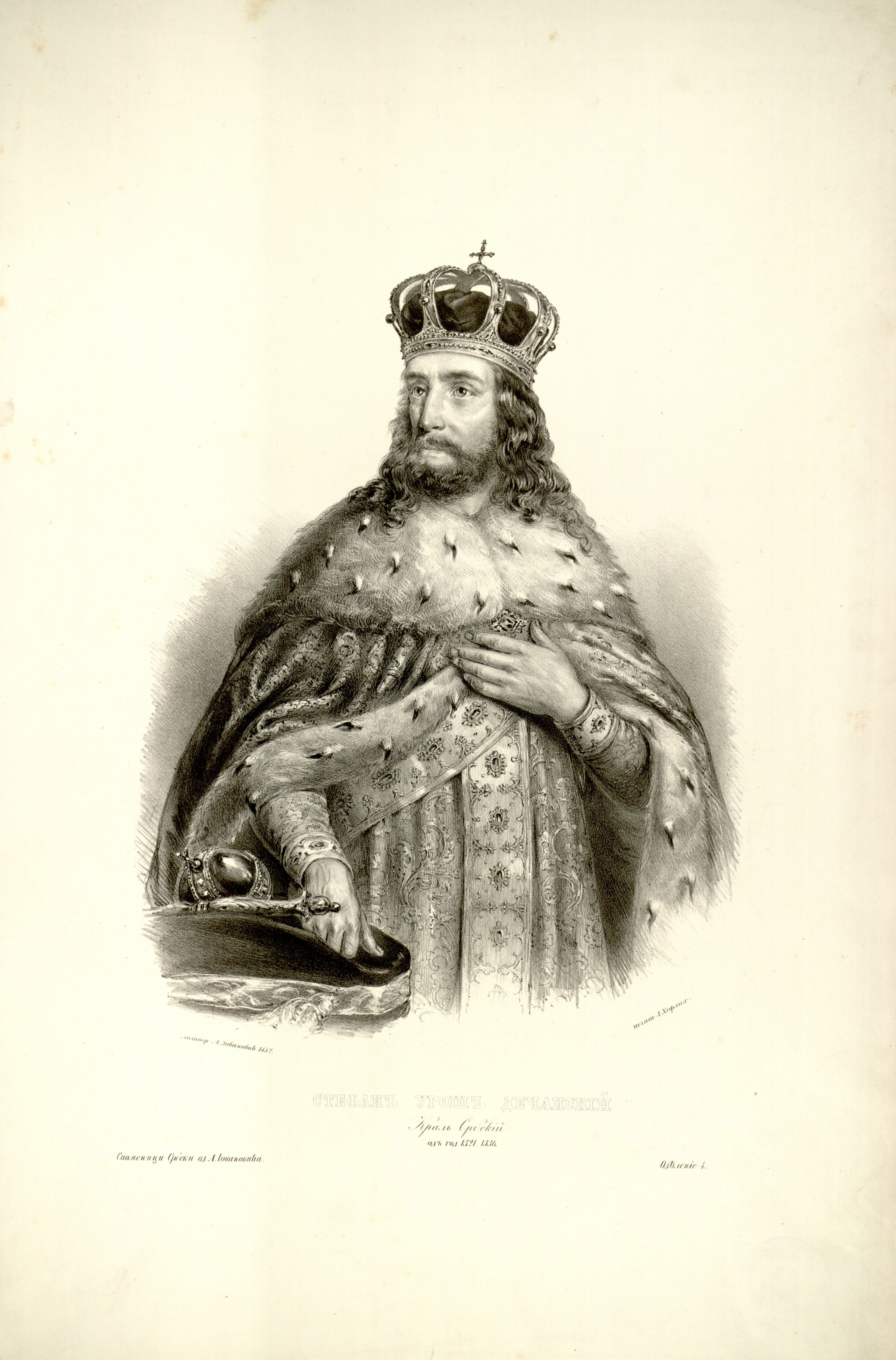
Král Štěpán

Stefan se sice narodil jako prvorozený syn srbského krále Milutina, ale podle dohody mezi Milutinem a jeho starším bratrem Dragutinem se měl Milutinovým nástupcem stát Dragutinův syn Vladislav. Již v raném dětství (asi roku 1285) posloužil Stefan svému otci a vlasti jako rukojmí u tatarského vládce Nogaje, který napadl Bulharsko a začal ohrožovat i Srbsko. Krátce po roce 1293 se mu však podařilo uprchnout. Po návratu se Stefan oženil s Theodorou, dcerou bulharského cara Smilece. Někdy před rokem 1299 král Milutin zapudil princovu matku Annu-Helenu a roku 1299 se oženil s dcerou byzantského císaře Andronika II. Palailoga Simonidou (řecky Simonis), které bylo v době sňatku 5 let. Tento sňatek měl vliv na pozdější Milutinovu probyzantskou politiku, díky které se dostal později se Stefanem do sporu. Asi někdy po roce 1300 obdržel Stefan do správy Zetu a Travuňsko, čímž se měl připravovat na budoucí vládu v Srbsku, kterou mu Milutin chtěl předat i přes dřívější dohodu s Dragutinem. Roku 1314 však nedočkavý Stefan povstal proti otci Milutinovi. Nebyl však úspěšný (na rozdíl od jiných příslušníků dynastie Nemanjićů – strýce Stefana Dragutina a syna Stefana Dušana). Otec syna porazil syna v bitvě u Skadaru a Stefan nevyvázl bez trestu – prý byl otcem oslepen a poslán s celou rodinou do Konstantinopole. Správy Travuňska a Zety se ujal osobně král Milutin. Stefan si v konstantinopolském žaláři pobyl sedm let. Roku 1321 byl princ stařičkým otcem povolán do vlasti, aby po očekávané smrti starého krále převzal královský titul a vládní otěže. Tak se také po Milutinově smrti v říjnu téhož roku stalo a Stefan, kterému se částečně uzdravil zrak, se ujal jako Stefan Uroš III. vlády.

## Počátky vlády

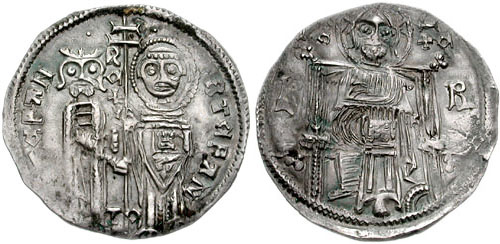
Mince Štěpána Uroše III.

Téhož roku (1321) vypukla v byzantské říši občanská válka mezi císařem Andronikem II. Palailogem a jeho stejnojmenným vnukem. Krátce po vypuknutí sporu se čerstvý vdovec Stefan oženil s vnučkou Andronika II., ale nemohl v jeho prospěch moc zasahovat, protože se proti němu v Srbsku postavil bratr Konstantin a bratranec Vladoslav (v království Srem vládl jako Stefan Vladislav II.). Spor nakonec dopadl vítězně pro Stefana Uroše, který ovšem pozbyl Dyrrhachion (srbsky Драч, Drač) ve prospěch Filipa z Tarentu, titulárního císaře konstantinopolského. Vladislav nakonec prchnul do Uher, kde později zemřel. Roku 1324 přibyl k Andronikovi Mladšímu i další nepřítel Srbska – bulharský car Michal Šišman, který zapudil Štěpánovu sestru Annu-Nedu a oženil se se sestrou Andronika Mladšího (mimo jiné sestrou Štěpánovy choti) Theodorou Palailogos. Štěpán tehdy jen na zásah arcibiskupa Danila II. nezaútočil na Bulharsko. Situace se ovšem změnila roku 1328, kdy vítězstvím Andronika Mladšiho skončila občanská válka v Byzanci. Andronikos II. byl sesazen a uchýlil se do kláštera a Andronikos Mladší se jako Andronikos III. ujal vlády. Nový císař ovšem uzavřel proti Stefanovi spojenectví s Michailem Šišmanem.

## Bitva u Velbuždu a její následky
Spojenci na jaře 1330 začali s ofenzívou. Naštěstí pro Štěpána se Andronikos nepřipojil k Šišmanovi a vyčkával v Makedonii. Štěpán mezitím nabídl Šišmanovi mír, ten ale odmítl. Dne 28. července 1331 se v ústí řeky Moravy setkala po delších přípravách vojska Štěpána Uroše III. a Michaila Šišmana. Oba panovníci nejspíše před bitvou uzavřeli předběžný mír, který však Stefan porušil. Pod vedením Stefanova syna, mladšího krále Dušana zaútočili Srbové do týlu bulharského vojska. Bitva skončila drtivým vítězstvím srbských vojsk a na památku vítězství nechal král vystavět klášter Dečani, podle něhož bývá nazýván Dečanski. Car Michail byl v bitvě těžce raněn a na útěku zemřel. Stefanu Urošovi se vzdávalo město za městem, až se za králem dostavil nevlastní bratr zesnulého cara Michaila Belaur, který nabídl Stefanovi kapitulaci výměnou za návrat zapuzené Anny-Nedy, uznání dědičných práv jejího syna Ivana Štěpána a prohlášení dědice za cara. Štěpán na podmínky přistoupil a na bulharský trůn usedl Ivan Stefan (1330–1331), který však nevládl dlouho, protože byl roku 1331 bojary sesazen. Dny vlády Štěpána Uroše III. byly také sečteny. Proti králi povstal mladší král Dušan, který s pomocí šlechty otce sesadil, uvěznil v pevnosti Zvečan a ujal se jako Štěpán Uroš IV. Dušan vlády. Sesazený Štěpán ve vězení zanedlouho zemřel. Je otázkou, zda jeho smrt byla přirozená, nebo byl zardoušen.